# Hermann Recknagel (ingénieur)
Pour les articles homonymes, voir Hermann Recknagel.
Hermann Recknagel (30 janvier 1869 à Munich - 17 mai 1919 à Munich) est un ingénieur en génie climatique et le fondateur du Recknagel : un manuel sur le chauffage et la climatisation, publié annuellement depuis 1897.

## Biographie
Recknagel a étudié le génie mécanique à l'Université technique de Munich et travaille ensuite à l'entreprise Sulzer AG à Winterthour. Son intérêt principal était dans les problèmes de conditionnement d'air, comme dans les travaux préparatoires pour la ventilation du Tunnel du Simplon et de dépoussiérage, tels que ceux utilisés en fonderie et dans les sociétés de nettoyage. En 1893, il dépose des brevets allemands et autrichiens pour le contrôle des flux d'air dans les conduits de ventilation. 

Pendant environ deux ans, il travaille à l'invitation du professeur Hermann Rietschel (de), fondateur de la société de climatisation et de chauffage Rietschel & Henneberg de Berlin. En 1898, il fonde sa propre société à Munich de chauffage et de systèmes de ventilation de tailles industrielles. En 1909, il quitte l'entreprise et s'installe à Berlin comme ingénieur-conseil. 

Recknagel décède après une grave maladie, à l'âge de 50 ans, le 17 mai 1919 à Munich.
En 1897, il publié un  annuaire de 173 pages pour le technicien de la santé qui a ensuite été étendu et émis annuellement. À la mort de Recknagels en 1919, ce livre possède déjà 360 pages, l'édition 2009/10 quant à lui, est constitué de 2 308 pages.

En 1952, le Recknagel est en format de poche pour le chauffage et la ventilation, édité par  Eberhard Sprenger. Depuis 1991, Ernst Rudolf Schramek est l'éditeur.